# Барлогі (Люблінське воєводство)
Барлогі (пол. Barłogi) — село в Польщі, у гміні Курув Пулавського повіту Люблінського воєводства.
Населення — 128 осіб (2011).

## Демографія
Демографічна структура станом на 31 березня 2011 року:
|          | Загалом | Допрацездатний вік | Працездатний вік | Постпрацездатний вік |
| -------- | ------- | ------------------ | ---------------- | -------------------- |
| Чоловіки | 64      | 10                 | 50               | 4                    |
| Жінки    | 64      | 13                 | 40               | 11                   |
| Разом    | 128     | 23                 | 90               | 15                   |